# Fredrik Lennman (präst)
Hans Henning Fredrik Lennman, född 21 juni 1955 i Norrköpings Östra Eneby församling, Östergötlands län, är en svensk präst.

## Biografi
Under gymnasietiden arbetade Lennman extra som vaktmästare i Matteus kyrka. Han studerade teologi vid Lunds universitet och utbildade sig även till reservofficer vid Livgrenadjärregementet i Linköping. Under sex månader tjänstgjorde Lennman för Förenta nationerna på Cypern. Han prästvigdes i juni 1980 av biskopen Martin Lönnebo och blev präst i Kisa församling där han arbetade för kyrkoherden Severin Blidö. Lennman blev omkring 1999 kyrkoherde i Rystads pastorat, som sedermera blev Åkerbo församling. Han blev senare kyrkoherde för Folkungabygdens pastorat och gick i pension 1 mars 2020.
Lennman blev 1 januari 2017 kontraktsprost i Vätterbygdens kontrakt.